# Ordynariat Polowy Kanady
Ordynariat Polowy Kanady- diecezja Kościoła rzymskokatolickiego w Kanadzie. Została erygowana w 1951 polowy wikariat Kanady. Od 1956 nosi obecną nazwę.

## Biskupi diecezjalni
- Charles Leo Nelligan (1939 − 1945)
- Maurice Roy (1946 − 1982)
- Francis John Spence (1982 − 1987)
- André Vallée (1987 − 1996)
- Donald Thériault (1998 − 2016)
- Scott McCaig (od 2016)